# Daymare: 1998
『Daymare: 1998』は、Invader Studiosが開発し、GamesDestructive CreationsとAll in! Gamesにより発売されたコンピュータゲーム。

## 概要
本作の制作には変わった経緯があり、元々『バイオハザード2』（カプコン）のリメイクを独自に制作していた、『バイオハザードシリーズ』のファングループを主体に開発されている。『バイオハザード2』は、後にカプコン自身が公式なリメイク『バイオハザード RE:2』を作ることになり、ファンリメイクは中止されたが、その代わりに本作が制作されることになった。
本作のゲームシステムはサードパーソン・シューティング (TPS) 形式となっているが、初期の『バイオハザードシリーズ』のように、限られた弾薬をやりくりしながら進めるサバイバル要素が強い。
本作では、特殊部隊H.A.D.E.S.（Hexacore Advanced Division For Extraction and Search / ハデス）のエリート兵士のリーヴ、空軍パイロットのレイヴン、キーンサイトの森林レンジャーのサミュエル・ウォーカーの、3つの視点から物語が語られる。
『バイオハザード2』で主人公の1人であるレオン・S・ケネディの声を担当していたポール・ハダドが、本作では語り手の科学者であるクリーナー役を担当している。ハダドは2020年4月15日に居住地であるカナダで死去したため、本作は生涯最後の出演作品となった。

## ストーリー
1998年8月20日、ワシントン州の沖合にあるノースフォール群島の一つ、ノースブルーツー島に建設された政府の秘密施設「イージス研究所」から始まる。その後、広大な森に囲まれたアイダホ州の小さな町、キーンサイトに舞台は移る。長い歴史と伝統を持つこの町は、バイオ企業「ヘキサコア バイオジェネティクス」と共に歩み、平和で穏やかな時を刻んできた。しかし、ある日をきっかけにこの町は突如として恐怖の地へと変貌する。

## 開発
ローマ近郊の田舎町オレーヴァノ・ロマーノを中心に、Unreal Engineを用いて『バイオハザード2』の非公式リメイクを制作している有志のグループがあった。彼らが制作したPC用の『Resident Evil 2 Reborn』は、2015年7月にデモ映像をYouTubeで公開すると、そのクオリティの高さから話題となった。すると、2015年にカプコンから連絡があり、本社のある大阪に招待された。カプコンは彼らにゲームの開発中止を求め、その結果、ゲーム制作はキャンセルされた。
ミケーレ・ジャンノーネによると、カプコンは彼らを「ファン」ではなく「プロ」として扱ったと振り返っている。未発表の『バイオハザード7 レジデント イービル』や『RE:2』の、極秘の初期ビルドを見せてもらったりもしたという。それどころか、彼らに作品のフィードバックまで求めたといい、「おそらく、カプコンも我々から何かを得たのだろう」とも語っている。その後、カプコンのプロデューサーからの提案もあり、オリジナルIP作品を制作することになった。それが後の『Daymare: 1998』である。
最初に行ったのがスタジオ設立で、大阪へ招待された翌年の2016年初頭に融資や書類の提出などを行い、会社設立に至ったのは同年7月だった。同時にプロトタイプの制作も進めていた。本作がインディースタジオにしては大規模なものになると分かっており、それを10人程度のメンバーで完成させられるか、融資する側やパブリッシャ相手に説得する必要があった。パブリッシャとの交渉時には、コンテンツの70～80%は作り上げており、融資を受けるまでは自費で制作していたという。
『バイオハザード3 LAST ESCAPE』のディレクター、青山和弘がアソシエイトプロデューサーとしてプロジェクトに参加することになり、ゲームデザインに対する助言をもらった。『バイオハザード CODE:Veronica』に関わったクリエイター中井覚もチームに参加し、クリーチャーのデザインに力を貸してもらったのは助かったという。本作の情報は2016年9月12日に正式に発表され、資金調達のため、Kickstarterを通じたキャンペーンと、2017年2月15日には「Daymare Challenge」と呼ばれる特別なPCデモが発表された。資金は確保できなかったものの、このキャンペーンにより『Daymare: 1998』のプロジェクトはより一般に知られるようになった。プロトタイプの制作から1年以上の時間をかけてアルファ版を作り、2017年から2018年にかけてパブリッシャと交渉し、地元の投資銀行から資金を得るに至った。
2年4ヶ月の制作期間を経て、本作は2019年9月17日にSteamとGOG.comで、日本では2020年2月20日にPlayStation 4とPCで、その他の地域では2020年4月28日にPlayStation 4とXbox Oneで正式リリースされることになった。
日本ではDMM gamesから発売されたが、世界ではDestructive Creationsが家庭用機で発売し、All in! GamesがSteamで配信している
。

## ダウンロードコンテンツ
2019年11月22日、PC版専用の無料アップデートが配信された。エクストラモード「H.A.D.D.E.S. Dead End」では、H.A.D.D.E.S.の兵士リーヴとなり、各エリアにある3つのランダムな目標を達成することで、容赦ない敵の大群を生き延びることが目的となる。
現在、「Sacred Heart Hospital」、「The Sewers」、「Downtown Keen Sight」、「Lair Dam」の4つのシナリオが用意されている。開始時の装備が異なる「Scout」「Heavy」「Assault」「Medic」の4つのクラスがある。また、経験値に影響を与えるランダムなゲームチェンジャーを発動させることも可能。

## 評価
レビュー収集サイトのMetacriticで本作は「賛否両論または平均的なレビュー」を受けた。IGN Italyでは10点満点中6.8を与え、「注目に値するアイディアはありながら、開発者の野心に応えきれず、しばしば評価点を上回る問題点がある」としている。ただ、「今後彼らがいい仕事をしてくれることを信じている」とも語っている。
Multiplayer.itでは、「『Daymare: 1998』はよくできたサバイバルホラーゲームで、制限の大きい制作体制に苦しみながらも、サバイバルホラーの黄金時代にまでさかのぼり、このジャンルのファンを確実に魅了するだろう」と評価している。一方で、ボスに対しては「あまり記憶に残るものではない」とも語っている。
Eurogamerイタリア版では10点満点中7点の評価を得ており、「本作はバイオハザードが追求するホラーのハードコアなファンに焦点を当てたものであり、そういうファンには満足できるだろうが、本作からホラーに挑戦する人には困難が大きすぎる」としている。

## 続編
2021年5月25日、本作の続編『Daymare: 1994 Sandcastle』が発表された。タイトルから分かるように本作より前の時代が舞台となり、主人公はH.A.D.E.S.隊員のダリラ・レイズとなり、本作の起源となる物語が語られるという。